# Heinrich Gotthard von Naefe
Heinrich Gotthard von Naefe (auch Gottfried von Naefe); (geb. 1722 in Schönwitz; gest. 19. Januar 1752 in Krzanowitz) war ein preußischer Landrat.

## Leben
Heinrich Gotthard von Naefe war der Sohn von Adam Gotthard von Naefe (1664–1722), Erbherr auf Schönwitz und Landrichter in Cosel. 1742 immatrikulierte er sich für ein Studium der Rechtswissenschaften an der Universität Halle. Von 1747 bis 1749 amtierte er als Landrat im Kreis Neustadt in Oberschlesien und nachfolgend von 1749 bis 1752 im Kreis Cosel.

## Persönliches
Heinrich Gotthard von Naefe war Erbherr auf Krzanowitz, Klein Nimsdorf und Langlieben. Er war mit Johanna Amalia, geb. von Holly verheiratet.